# غارلاند غرينغ
غارلاند غرينغ (بالإنجليزية: Garland Grange)‏ هو لاعب كرة قدم أمريكية أمريكي، ولد في 2 ديسمبر 1906 في فوركسفيل في الولايات المتحدة، وتوفي في 1 مايو 1981 في ميامي في الولايات المتحدة.

## وصلات خارجية
- غارلاند غرينغ على موقع مرجع كرة القدم المحترفة.كوم (الإنجليزية)